# Lynn Bowden
Lynn Bowden Jr. (Youngstown (Ohio), 14 ottobre 1997) è un giocatore di football americano statunitense che milita nel ruolo di running back per i New Orleans Saints della National Football League (NFL).

## Carriera

### Las Vegas Raiders
Bowden fu scelto nel corso del terzo giro (80º assoluto) del Draft NFL 2020 dai Las Vegas Raiders. Con essi trascorse solamente la pre-stagione 2020.

### Miami Dolphins
Il 5 settembre Bowden fu scambiato assieme a una scelta del sesto giro del Draft NFL 2021 con i Miami Dolphins per una scelta del quarto giro. Nella sua stagione da rookie ricevette 28 passaggi per 211 yard in 10 presenze, 4 delle quali come titolare.